# Standfussiana nychthemera
Standfussiana nychthemera là một loài bướm đêm trong họ Noctuidae.